# Galantní styl
Galantní styl, případně galantní hudba (francouzsky musique galante, německy Galante Musik) je označení pro ne zcela jednoznačně vymezený hudební styl druhé třetiny 18. století spadající do období pozdního baroka a tvořící přechod od barokní hudby k hudebnímu klasicismu. Od barokní hudby se odlišil lehčí a uvolněnější formou.

## Geneze pojmu

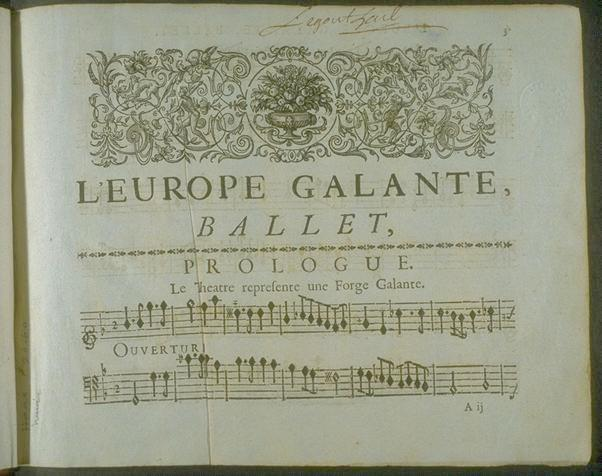
André Campra, L'Europe galante, druhé vydání (1698)

Před zavedením současného termínu se dlouho používalo poněkud nepřesné označení „hudba stylového přechodu“. Samotné označení „galantní“ se přitom ve Francii 17. století spojovalo zejména s literaturou a poezií, případně se používalo v sociologickém slova smyslu. Na začátku 18. století jej pak němečtí teoretikové začali používat v souvislosti s hudbou, i když spíše v společenském významu; první jednoznačné spojení s hudbou se nachází ve spisu Johanna Matthesona z roku 1713. Termín se užíval i v kontextu malířství.
Přibližně v polovině 18. století začali někteří hudební teoretici jasně odlišovat „nový“ hudební styl od dosavadního „přísného“ způsobu kompozice (kritika „přílišného umění“ Johanna Sebastiana Bacha německým hudebním kritikem Johannem Adolphem Scheibem z roku 1737, vymezení se proti novému stylu ze strany Johanna Abrahama Birnbauma o rok později), ač ještě ne pod jeho pozdějším označením. Nový, čím dál častější homofonní styl se však postupně prosazoval a galantní prvky byly někdy spatřovány dokonce i v typicky kontrapunktických fugách. Začínalo se užívat označení neue Art nebo der neue Gusto a důraz byl kladen na estetické cíle hudby a její příjemný poslech. Oba styly rozlišovali i němečtí teotetici a skladatelé Carl Philipp Emanuel Bach, Friedrich Wilhelm Marpurg a Daniel Gottlob Türk, ačkoli zatím bez bližšího vymezení galantního kompozičního stylu. Obšírnější definici podal až Heinrich Christoph Koch ve svém lexikonu z roku 1802.
Termín v dnešní podobě zavedl v roce 1900 německý hudební lexikograf Hugo Riemann ve svém Musiklexikonu.

## Hudební charakteristika
Galantní styl je hudebně příbuzný s pocitovým stylem nebo předklasicismem a odkazuje na hudební tvorbu spadající přibližně do období let 1720–1780, jež se odlišovala od dosavadní, zejména kontrapunktické hudby použitím odlišných kompozičních postupů. Mezi typickou barokní hudbou a galantním stylem nicméně neexistuje jasný předěl. Náznaky galantní hudby lze poznat i v Bachově tvorbě, a to již v jeho tzv. „köthenském období“ kolem roku 1720. Označení nastupujícího stylu Bach použil dokonce v názvu jednoho ze svých děl a podle některých zdrojů byla novým stylem ovlivněna dokonce i Hudební obětina, patřící k jeho nejvrcholnějším dílům.
Galantní vlivy se dále projevují u Antonia Caldary, Georga Reuttera a Francesca Bartolomea Contiho, z francouzských skladatelů tvořil galantní hudbu například François Couperin. V opeře byli hlavními reprezentanty tohoto stylu zejména představitelé tzv. benátské a neapolské školy, k nímž patřili například Leonardo Leo, Nicola Porpora nebo Giovanni Battista Pergolesi.